# Grand-Heid
Grand-Heid est un hameau de la commune de Lierneux au sud de la province de Liège en Région wallonne (Belgique).
Avant la fusion des communes, Grand-Heid faisait partie de la commune de Bra.

## Situation
Ce hameau ardennais se situe sur le versant nord-ouest du Thier de Grand-Heid, une colline boisée culminant à une altitude de 460 m. Il se trouve à 6 kilomètres au nord de Bra et à l'extrémité nord de la commune de Lierneux.

## Description
Dans un environnement de prairies et de bosquets, les rues du hameau de Grand-Heid forment une boucle dont la partie supérieure est principalement bâtie par des fermettes en pierres de schiste plus anciennes tandis que la partie basse est de construction plus récente. Grand-Heid compte deux douzaines de maisons.

## Activités
On trouve des gîtes ruraux dans le hameau.